# BYD S6
BYD S6 — полноразмерный кроссовер китайской компании BYD, первый SUV компании.

## История
Автомобиль BYD S6 впервые был представлен в конце 2010 года на автосалоне в Гуанчжоу. Серийно автомобиль выпускался с 6 мая 2011 в Китае. К декабрю 2011 года было продано 15000 экземпляров. В апреле 2012 года было объявлено, что гарантия будет расширена до 4 лет (100000 км). Конкурентом модели являлся Lexus RX второго поколения.

## Мировые рынки
BYD S6 экспортировался в Украину и Уругвай. С декабря 2012 года автомобиль продавался в Чили, а с 2017 года автомобиль продавался в Иране.

## Галерея
- BYD S6
- BYD S6
- BYD S7
- BYD S7